# Тетерень (Денешть, Васлуй)
Тетерень, Тетерені (рум. Tătărăni) — село у повіті Васлуй в Румунії. Входить до складу комуни Денешть.
Село розташоване на відстані 290 км на північний схід від Бухареста, 18 км на північ від Васлуя, 39 км на південь від Ясс.

## Населення
За даними перепису населення 2002 року у селі проживали 284 особи, усі — румуни. Усі жителі села рідною мовою назвали румунську.